# Années de pèlerinage
 (février 2024).
Si vous disposez d'ouvrages ou d'articles de référence ou si vous connaissez des sites web de qualité traitant du thème abordé ici, merci de compléter l'article en donnant les références utiles à sa vérifiabilité et en les liant à la section « Notes et références ».

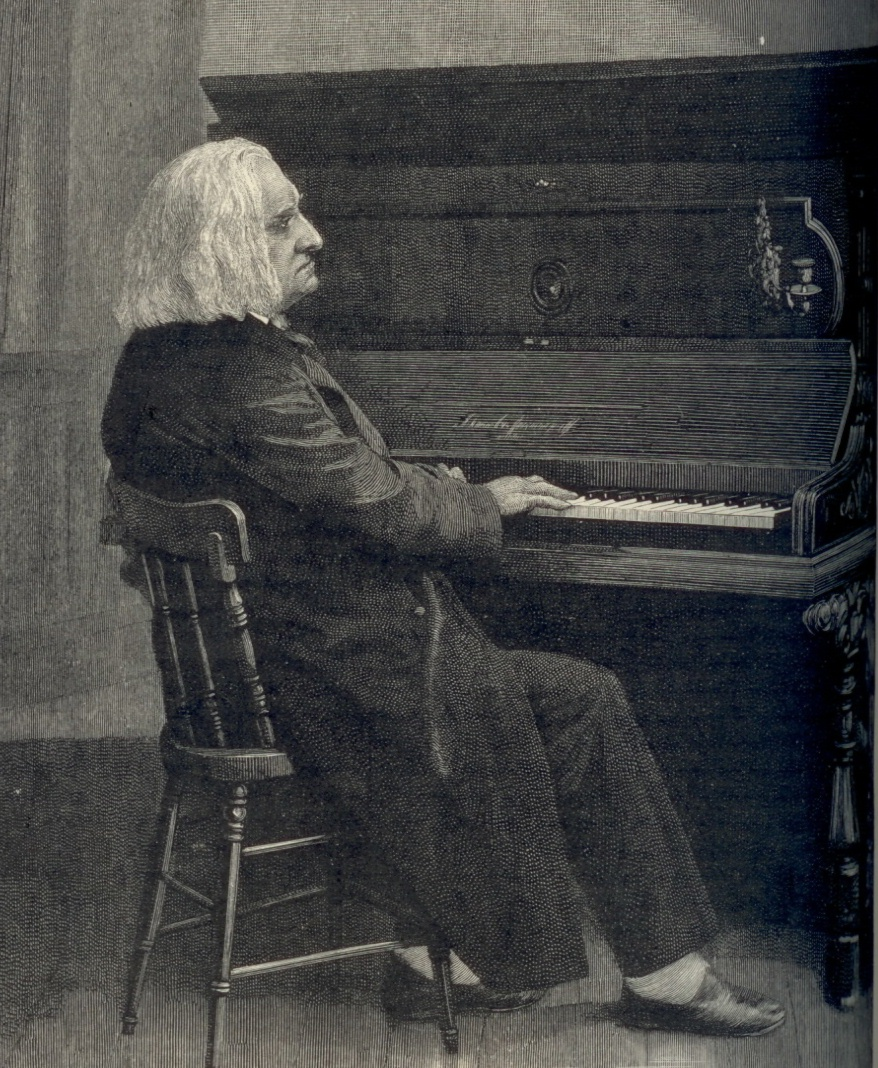
Liszt au piano en 1886.

Les Années de pèlerinage est un cycle de trois recueils de pièces pour piano du compositeur Franz Liszt, composées au cours de ses voyages en Suisse et en Italie avec la comtesse Marie d'Agoult, entre 1835 et 1839. Les deux premiers volumes ont été publiés en 1855 et 1858, et plus tard un troisième a été ajouté, comprenant des pièces écrites entre 1867 et 1881.

## Structure et présentation
Ce cycle se compose de trois années : la première évoque la Suisse, les deux autres l'Italie. Toutes les pièces sont d'une grande profondeur poétique, et souvent d'inspiration littéraire, en particulier par des références explicites à Pétrarque, Schiller, Byron ou Dante. Le 2 mai 1832, Liszt écrivait dans une lettre à un de ses premiers élèves, P. Wolf : « Voici quinze jours que mon esprit et mes doigts travaillent comme deux damnés : la Bible, Platon, Locke, Byron, Hugo, Lamartine, Chateaubriand, Beethoven, Bach, Hummel, Mozart, Weber sont tout à l'entour de moi ; je les étudie, je les médite, les dévore avec fureur. » C'est dans cet état d'esprit de fièvre intellectuelle et artistique qu'il écrit le cycle des Années de pèlerinage. Au moment de sa rencontre passionnelle avec Marie d'Agoult en 1833, le compositeur est donc déjà plongé dans cette quête intellectuelle qui « contient en germe toutes les dispositions psychiques qui vont orienter Liszt vers la recherche de l'absolu, par les moyens des amours humaines, de l'art et de la religion. C'est à la lumière de ces aspirations multiples que s'élaborent les premières pièces des Années de pèlerinage dont les différentes étapes conduisant à la version définitive s'échelonneront presque jusqu'à la fin de sa vie. »
Liszt et Marie d'Agoult s'étaient rencontrés lors d'un concert dans un salon de la noblesse parisienne. La comtesse a alors vingt-huit ans, l'artiste six ans de moins. Malgré leur différence de position sociale, ils éprouvent aussitôt une violente passion réciproque. Pour lui, elle quitte son mari, le comte Charles Louis Constant d’Agoult, de quinze ans son aîné, en 1835. Ils fuient alors la France et arrivent à Genève le 21 août 1835 ; Liszt y dirige la classe de piano du Conservatoire et se produit en artiste international. Au cours de ses excursions comme au hasard de ses lectures, le compositeur confie alors au piano ses impressions ; ainsi naissent 19 pièces destinées aux trois cahiers de l'Album d'un voyageur (1836) dans des pays « consacrés par l'histoire et par la poésie ». Après un tri sévère, certaines d'entre elles constituent la Première Année de pèlerinage : Suisse (1841), base de l'édition définitive de 1855. Dans l'avant-propos qui figure en tête de la première édition (1841), Liszt définit l'esthétique de ces pages en un texte qui pourrait être une charte du romantisme musical, caractérisé par une projection de l'artiste dans l'univers afin d'atteindre l'idéal absolu auquel il aspire : « À mesure que la musique instrumentale progresse, elle tend à s'empreindre de cette idéalité qui a marqué la perfection des arts plastiques, à devenir non plus une simple combinaison de sons, mais un langage poétique plus apte peut-être que la poésie elle-même à exprimer tout ce qui, en nous, franchit les horizons accoutumés, tout ce qui échappe à l'analyse, tout ce qui s'attache à des profondeurs inaccessibles, désirs impérissables, pressentiments infinis. C'est dans cette conviction et cette tendance que j'ai entrepris l'œuvre publiée aujourd'hui, m'adressant à quelques-uns plutôt qu'à la foule, ambitionnant non le succès mais le suffrage du petit nombre de ceux qui conçoivent pour l'art une destination autre que celle d'amuser les heures vaines, et lui demandent autre chose que la futile distraction d'un amusement passager. » Liszt aspire donc à une communion avec les choses qui l'environnent, afin de restituer cette conscience à la fois dionysiaque et métaphysique de l'univers. La conquête du « moi » apparaît ainsi liée à la nostalgie d'un inaccessible absolu.
Chaque morceau du recueil porte une épigraphe. Ainsi, la Chapelle de Guillaume Tell, hymne solennel à la liberté, avec son thème ample, solennel et serein, évoque la gloire du héros avec la mention des vers de Schiller, « Un pour tous, tous pour un ». Conçu dans l'esprit du nocturne, Au lac de Wallenstadt respire pourtant une certaine joie de vivre. La troisième pièce, Pastorale, et Le Mal du pays ont des accents plus impressionnistes. Au bord d'une source, est une rêverie dans laquelle Schiller est évoqué : « dans une murmurante fraîcheur commencent les jeux de la jeune nature ». Tandis que la pièce intitulée Orage fait entendre un déchaînement grandiose d'octaves, Églogue est d'inspiration franchement virgilienne. La Vallée d'Obermann, inspirée par la lecture de l'ouvrage de Senancour, reflète la position de l'homme dans la nature, et passe du désenchantement exprimé par les harmonies dissonantes et les modulations aux tons éloignés à la joie naissante pour s'achever dans une exaltation croissante. D'une sonorité somptueuse, Les Cloches de Genève, le dernier morceau du premier recueil, sont précédées par une citation de Byron : « Je ne vis pas en moi-même, mais je deviens une part de ce qui m'entoure ». Cette pièce resplendit d'une intense joie de vivre.
Cette vision du monde mêlée de littérature, art et philosophie s'accentue encore dans la Deuxième Année : Italie. Après un retour de quelques mois en France, les deux amants, Liszt et Marie d'Agoult, reprennent leur pèlerinage vers l'Italie, où ils demeurent de 1837 à 1839, séjournant successivement à Bellagio, Milan, Venise, Lugano, Modène, Florence, Bologne et Rome. Dans ce pays, Liszt est particulièrement fasciné et ému par les formes sublimes de l'art, le culte du beau, de l'amour et de la spiritualité. En dehors de la Canzonetta del Salvator Rosa, qui transcrit fidèlement un chant populaire, les pièces de ce second recueil s'inspirent de l'art italien. Le Mariage de la Vierge de Raphaël à Milan est à l'origine de Sposalizio, dont l'atmosphère solennelle évoque un hymne et le chant choral stylisé, et le Julien de Médicis de Michel-Ange à Florence a inspiré Il Penseroso (« Le Penseur »). Les trois sonnets 47, 104 et 123 de Pétrarque, initialement écrits pour voix et piano, remarquables par la sobriété expressive de la ligne mélodique et la richesse de leur harmonie, engendrent une atmosphère musicale contemplative, presque mystique, dans l'esprit du nocturne. Ils décrivent poétiquement une liaison amoureuse, avec ses hauts et ses bas. Le sous-titre « Fantasia quasi Sonata » de Après une lecture du Dante indique bien qu'il s'agit d'une ample improvisation, dont l'impétuosité met en jeu toutes les ressources sonores du piano. Construite dans la forme d'une variation thématique sur un motif chromatique, c'est une des pages les plus fougueuses et exubérantes de Liszt, qui s'est surtout inspiré de deux thèmes de la Divine Comédie : la description des tourments infernaux des damnés et l'histoire d'amour de Francesca da Rimini. Un supplément au recueil italien parut en 1859 sous le titre Venezia e Napoli, qui regroupe trois évocations populaires (composées en 1838-1839) à l'écriture très brillante : Gondoliera d'après un thème de Peruchini, Canzone sur un motif d'Otello de Rossini et Tarentella inspirée par une canzone napolitaine.
Avec la Troisième Année, c'est un autre état d'esprit, un autre aspect de l'homme et du génie musical de Liszt qui se fait entendre. Ce troisième recueil est constitué au soir de sa vie et regroupe un certain nombre de pièces éparses qui sont de nature essentiellement religieuse et reflètent la sérénité enfin conquise du compositeur. L'aventure avec Marie d'Agoult s'était défaite en 1844, celle-ci rentrant à Paris avec les trois enfants qu'elle eut avec lui, héritant d'une immense fortune. Par la suite, Liszt rencontra la princesse Carolyne Sayn-Wittgenstein et s'installa à Weimar en 1848. En 1861, fuyant l'hostilité dont il était l'objet dans cette ville, Liszt part rejoindre la princesse à Rome. Après avoir tenté sans succès d'obtenir auprès du pape son divorce, Carolyne se sépare de Liszt, qui entre dans les ordres mineurs en 1865. Sunt lacrymae rerum sur un mode hongrois traduit, avec une résignation qui touche au désespoir, sa rupture avec la vie brillante d'autrefois, comme un adieu aux amis disparus et aux rêves du passé. La Marche funèbre à la mémoire de l'empereur du Mexique Maximilien Ier est une méditation sur la mort. Mais les pièces les plus caractéristiques sont celles écrites dans la campagne romaine. Angelus ! (Prière aux anges gardiens) et la dernière pièce, Sursum corda (« Élevez vos cœurs »), motif de la messe catholique, sont d'une austérité contemplative et théâtrale impressionnante, et ont été composées à Tivoli. Quant aux trois pièces maîtresses du recueil, elles ont été inspirées par la Villa d'Este : deux thrénodies intitulées Aux Cyprès de la Villa d'Este et Les Jeux d'eaux à la Villa d'Este. Les Cyprès ont une allure de rêverie dans laquelle semblent osciller l'appel de l'amour divin et celui des amours humaines. De facture très impressionniste, Les Jeux d'eaux évoquent le baptême, car l'entrée du thème s'accompagne de la promesse de Saint Jean : « Mais l'eau que je lui donnerai deviendra en lui une source qui jaillira dans la Vie éternelle. » Ce sont les premiers Jeux d'eau pour piano, idée que reprendront notamment Maurice Ravel et Claude Debussy. Cette pièce est considérée comme un chef-d'œuvre pianistique. Les difficultés d'interprétation y sont nombreuses : tierces staccato en arpèges et gammes, sauts, traits parallèles rapides, trémolos et trilles à deux mains. Les Jeux d'eau de Ravel s'en sont inspirés. Mais au-delà de la virtuosité, ce dernier recueil est surtout marqué par un langage plus dépouillé, un usage du récitatif et des unissons rappelant l'esprit des monodies religieuses, qui traduisent une impression de sérénité, comme une montée vers la lumière, que le jeune Liszt semblait déjà pressentir, comme en témoigne une lettre écrite à sa mère en sa vingtième année : « La vie terrestre n'est qu'une maladie de l'âme, une excitation que les passions entretiennent. L'état naturel de l'âme c'est la quiétude. »
Les Années de pèlerinage regroupent les numéros 160 à 163 du catalogue de Humphrey Searle (S 160-163) et se décomposent de la façon suivante (les durées mentionnées sont celles de l'interprétation de Lazar Berman, de mai 1977) :

## Première année:Suisse(S 160)
Cette partie dure environ 48 minutes :
1. Chapelle de Guillaume Tell (Lento — Più lento — Allegro vivace) : 6 min 42 s
2. Au lac de Wallenstadt (Andante placido) : 3 min 06 s
3. Pastorale (Vivace) : 1 min 33 s
4. Au bord d'une source (Allegretto grazioso) : 3 min 33 s
5. Orage (Allegro molto - Presto furioso - Meno Allegro - Più moto) : 3 min 58 s
6. Vallée d'Obermann (Lento assai - Più lento - Recitativo - Più mosso - Presto - Lento) : 14 min 27 s
7. Églogue (Hirtengesang) (Allegretto con moto) : 2 min 44 s
8. Le mal du pays (Lento — Adagio dolente — Lento — Andantino — Adagio dolente — Più lento) : 6 min 07 s
9. Les cloches de Genève (Nocturne) (Quasi Allegretto — Cantabile con moto — Animato — Più lento) : 6 min 18 s

## Deuxième année:Italie(S 161)
Avec son supplément, cette partie dure environ 71 minutes :
1. Sposalizio (Andante — Andante quieto — Più lento — Quasi allegretto mosso — Adagio) : 8 min 13 s
2. Il Penseroso (Lento) : 4 min 39 s
3. Canzonetta del Salvator Rosa (Andante marziale) : 2 min 49 s
4. Sonetto 47 del Petrarca (Preludio con moto — Sempre mosso con intimo sentimento) : 5 min 17 s
5. Sonetto 104 del Petrarca (Agitato assai — Adagio) : 6 min 42 s
6. Sonetto 123 del Petrarca (Lento placido — Sempre lento — Più lento — [Tempo iniziale]) : 7 min 05 s
7. Après une lecture du Dante (Fantasia quasi sonata) (Andante maestoso — Presto agitato assai — Tempo I (Andante) — Recitativo — Adagio — Allegro moderato — Più mosso — Tempo rubato e molto ritenuto — Andante — Più mosso — Allegro — Allegro vivace — Presto — Andante) : 16 min 59 s

- Supplément : Venezia e Napoli (S 162) :

1. Gondoliera (Quasi Allegretto — La biondina in gondoletta. Canzone del Cavaliere Peruchini) : 6 min 00 s
2. Canzone (Lento doloroso — Nessùn maggior dolore. Canzone del gondoliere nel "Otello" di Rossini) : 3 min 59 s
3. Tarantella (Presto — Più vivace — Canzona napolitana — Prestissimo) : 9 min 19 s

## Troisième année (S 163)
Cette partie dure environ 56 minutes :
1. Angelus ! (Prière aux anges gardiens) (Andante pietoso) : 10 min 14 s
2. Aux cyprès de la Villa d'Este (1) Thrénodie (Andante) : 7 min 19 s
3. Aux cyprès de la Villa d'Este (2) Thrénodie (Andante, non troppo lento) : 10 min 55 s
4. Les jeux d'eaux à la Villa d'Este (Allegretto) : 7 min 44 s
5. Sunt lacrymæ rerum (En mode hongrois) (Lento assai) : 7 min 56 s
6. Marche funèbre (En mémoire de Maximilien Ier) (Andante — Maestoso, funebre) : 8 min 12 s
7. Sursum corda (Erhebet eure Herzen) (Andante maestoso, non troppo lento) : 4 min 15 s

## Discographie
Principaux enregistrements, chronologiquement :
Intégrales
- Georges Cziffra (EMI, 1975 & 1976)
- Jorge Bolet (Decca, 1984)
- Jenő Jandó (Naxos, 1992)
- Lazar Berman (Deutsche Grammophon, 1977)
- Nicholas Angelich (Mirare, 2004)
- Aldo Ciccolini (EMI, 2005)
- Mūza Rubackytė (Lyrinx, 2007)
- Michael Korstick (cpo, 2008/2009/2010)
- Steffen Fahl (Klassik-resampler, 2011)
- Bertrand Chamayou (Naïve, 2011)
- Louis Lortie (Chandos, 2011)
- Suzana Bartal (Naïve, 2020)

Extraits
- Alfred Brendel (Philips,1986)
- Claudio Arrau (Philips, 1990)
- Michel Dalberto (Denon, 1993)